# Плотніков Олег Олегович
Оле́г Оле́гович Пло́тніков — прапорщик Збройних сил України, учасник російсько-української війни.

## З життєпису
Проживає в Новопавлівці Каланчацького району Херсонської області. Був фізичною особою-підприємцем у галузі роздрібної торгівлі. З початком війни на сході України пішов добровольцем захищати Україну.
Станом на липень 2016 року старший сержант Олег Плотніков — військовослужбовець Військово-Морських Сил Збройних Сил України. У 2019 році служив у званні прапорщика.

## Нагороди та вшанування
- Указом Президента України № 804/2019 від 5 листопада 2019 року за «особисту мужність і самовідданість, виявлені під час бойових дій, зразкове виконання військового обов'язку» нагороджений орденом «За мужність» III ступеня[4].
- Указом Президента України № 287/2016 від 2 липня 2016 року за «сумлінне та бездоганне служіння Українському народу, високий професіоналізм, зразкове виконання військового обов'язку та з нагоди Дня Військово-Морських Сил Збройних Сил України» нагороджений медаллю «За військову службу Україні»[5].